# The Lazy Song
The Lazy Song ist ein Popsong des US-amerikanischen Sängers und Songwriters Bruno Mars. Er wurde im Februar 2011 als dritte Single-Auskopplung aus seinem Debütalbum Doo-Wops & Hooligans veröffentlicht. Das Lied wurde im Vereinigten Königreich zu Mars’ vierter Nummer-eins-Single.

## Hintergrund und Komposition
The Lazy Song wurde von Bruno Mars, Philip Lawrence, Ari Levine und K’naan geschrieben und von The Smeezingtons produziert. Das Lied enthält Einflüsse von Roots-Reggae und Jawaiian sowie Elemente des Pop und R&B und hat einen Reggae-Rhythmus.
The Lazy Song hat eine Länge von drei Minuten und fünfzehn Sekunden. Inhaltlich bezieht sich das Lied auf MTV und das Stück Teach Me How to Dougie von Cali Swag District. Der Song wurde in der Tonart H-Dur geschrieben. Die Taktangabe ist der 4/4-Takt. Das Tempo beläuft sich auf 88 Beats per minute. Mars’ Stimmlage erstreckt sich von dis1 bis h2. Die Singleversion enthält eine Pfeifeinlage, die bei der Version auf dem Album nicht vorhanden ist.

## Kritiken
Jon Caramanica von der Tageszeitung The New York Times, Eric Henderson vom Magazin Slant und Andy Gill von der Tageszeitung The Independent stellten fest, dass The Lazy Song vom Reggae beeinflusst ist. Tim Sendra von Allmusic konstatierte, dass dieses Stück Doo-Wops & Hooligans den Laid-Back-Groove hat. Bill Lamb von About.com pries das Lied als einen der besten Titel des Albums und stellte fest, dass es „auf humorvolle Weise der Realität die Tür weist, um eine romantische Sichtweise eines Tages darzustellen, an dem der Protagonist gar nichts tut“.(„humorously kicks reality out the door for a romanticized view of a day in which the protagonist ’will not do anything.“) Brian Voerding von AOL Radio Blog konstatierte, dass „es sich wie der perfekte Soundtrack für ein Happy-Hour-Treffen im Sommer anhört, obwohl es auch für jede wohlverdiente Flucht aus der Winterflaute dienen kann.“ („sounds like the perfect soundtrack for a summer happy-hour meetup, though it could equally provide a sonic backdrop for any well-deserved escape from winter's doldrums.“)

## Kommerzieller Erfolg

### Chartplatzierungen
| ChartsChartplatzierungen       | Höchstplatzierung | Wochen |
| ------------------------------ | ----------------- | ------ |
| Deutschland (GfK)              | 9 (28 Wo.)        | 28     |
| Österreich (Ö3)                | 4 (23 Wo.)        | 23     |
| Schweiz (IFPI)                 | 9 (28 Wo.)        | 28     |
| Vereinigte Staaten (Billboard) | 4 (34 Wo.)        | 34     |
| Vereinigtes Königreich (OCC)   | 1 (34 Wo.)        | 34     |

| ChartsJahrescharts (2011)      | Platzierung |
| ------------------------------ | ----------- |
| Deutschland (GfK)              | 51          |
| Österreich (Ö3)                | 45          |
| Schweiz (IFPI)                 | 37          |
| Vereinigte Staaten (Billboard) | 26          |
| Vereinigtes Königreich (OCC)   | 15          |

### Auszeichnungen für Musikverkäufe
| Land/Region                  | Auszeichnungen für Musikverkäufe (Land/Region, Auszeichnung, Verkäufe) | Verkäufe  |
| ---------------------------- | ---------------------------------------------------------------------- | --------- |
| Australien (ARIA)            | 5× Platin                                                              | 350.000   |
| Belgien (BRMA)               | Gold                                                                   | 15.000    |
| Dänemark (IFPI)              | Platin                                                                 | 30.000    |
| Deutschland (BVMI)           | Gold                                                                   | 150.000   |
| Frankreich (SNEP)            | Diamant                                                                | 333.333   |
| Italien (FIMI)               | 2× Platin                                                              | 100.000   |
| Kanada (MC)                  | 4× Platin                                                              | 320.000   |
| Mexiko (AMPROFON)            | Gold                                                                   | 30.000    |
| Neuseeland (RMNZ)            | 3× Platin                                                              | 90.000    |
| Österreich (IFPI)            | Gold                                                                   | 15.000    |
| Schweiz (IFPI)               | Platin                                                                 | 30.000    |
| Spanien (Promusicae)         | Platin                                                                 | 60.000    |
| Vereinigte Staaten (RIAA)    | 7× Platin                                                              | 7.000.000 |
| Vereinigtes Königreich (BPI) | 2× Platin                                                              | 1.200.000 |
| Insgesamt                    | 4× Gold · 26× Platin · 1× Diamant ·                                    | 9.425.333 |

| Land/Region     | Auszeichnungen für Musikverkäufe (Land/Region, Auszeichnung, Verkäufe) | Verkäufe  |
| --------------- | ---------------------------------------------------------------------- | --------- |
| Dänemark (IFPI) | Platin                                                                 | 1.800.000 |
| Insgesamt       | 1× Platin ·                                                            | 1.800.000 |